# Фридрих VI фон Лайнинген
Фридрих VI фон Лайнинген (на немски: Friedrich VI (V) von Leiningen * ок. 1294; † между 1 януари 1342 и 21 юли 1342) е граф на Лайнинген-Дагсбург.
Той е единственият син на граф Фридрих V фон Лайнинген (1277 – 1327), господар на Дагсбург-Ормес, и първата му съпруга София фон Фрайбург († 1335), дъщеря на граф Егино II фон Фрайбург († 1318) и Катарина фон Лихтенберг.

## Фамилия
Фридрих VI се жени за Юта фон Изенбург-Лимбург († 1335), дъщеря на Йохан I фон Изенбург-Лимбург († 1312) и Уда фон Равенсберг († 1313). Те имат децата:
- Фридрих VII († 1377/1378), женен 1353 г. за Йоланда дьо Блоа-Шатийон († 1363)
- Фридрих VIII († 1397), женен I. за Катерине де Грандпрé, II. пр. 3 ноември 1348 г. за Йоланта фон Бергхайм, графиня на Юлих († 1387)
- Емих († 1379)
- Елизабет († 1345), омъжена 1344 г. за рауграф Вилхелм фон Щолценберг († 1358), син на Георг II рауграф цу Щолценберг и Зимерн († 1350) и Маргарета фон Катценелнбоген († 1336)
- Имагина († 1408), омъжена за Филип VII фон Боланден († пр. 1376), син на Ото I фон Боланден († 1327) и Лорета рауграфиня цу Щолценберг († 1350)
- Валрам († ? 1359)
- Йохан, каноник в Страсбург и Шпайер (1331 – 1353)